# Distretto di Sawi
Il distretto di Sawi (in thailandese: สวี) è un distretto (amphoe) della Thailandia, situato nella provincia di Chumphon.